# Zamenis
Zamenis es un género de serpientes de la familia Colubridae. Sus especies se distribuyen por el paleártico: Europa y Asia Occidental. A este género pertenecen las serpientes rata de Europa, así como las de Esculapio y la más extendida y conocida Culebra de Escalera. No poseen veneno.

## Especies
Se reconocen las siguientes:
- Zamenis situla (Linnaeus, 1758)
- Zamenis longissimus (Laurenti, 1768)
- Zamenis scalaris (Schinz, 1822)
- Zamenis hohenackeri (Strauch, 1873)
- Zamenis lineatus (Camerano, 1891)

- Zamenis persicus (Werner, 1913)